# Wachlarzówka smolista
Wachlarzówka smolista (Rhipidura leucophrys) – gatunek ptaka z rodziny wachlarzówek (Rhipiduridae), tubylczego dla Australii, Nowej Gwinei, Wysp Salomona, Archipelagu Bismarcka i wschodniej Indonezji. Łatwo rozpoznawalny ptak, pospolity na większości obszaru występowania. Zamieszkuje wiele siedlisk, unika gęstych lasów. Mierzy 19–21,5 cm. Ubarwienie wachlarzówki jest kontrastowe – górne części ciała prawie całkowicie czarne, brzuch biały. Obie płcie upierzone podobnie. Wyróżniane są trzy podgatunki: R. l. leucophrys z centralnej i południowej Australii, mniejszy R. l. picata z północnej Australii oraz większy R. l. melaleuca z Nowej Gwinei i wysp położonych w jej sąsiedztwie. Gatunek należy do rodziny wachlarzówkowatych, podrodziny wachlarzówek, rodzaju Rhipidura. Zalicza się do podrzędu śpiewających. Według dawniejszej klasyfikacji należał do rodziny dziwogonów, jednak w 2008 L. Christidis i W.E. Boles podnieśli wachlarzówki do rangi rodziny.
Wachlarzówka smolista to ptak owadożerny, spędzający dużo czasu na wyszukiwaniu pożywienia na otwartym terenie. Polska nazwa zwyczajowa pochodzi prawdopodobnie od charakterystycznego wyglądu piór ogona przypominających wachlarz oraz od barwy górnych partii ciała zwierzęcia, które są smolisto czarne. To agresywny i terytorialny gatunek, może nękać nawet dużo większe od siebie ptaki, jak kukabura chichotliwa czy orzeł australijski. Wachlarzówka smolista dobrze przystosowuje się do zmian w krajobrazie spowodowanych ingerencją człowieka, dlatego jest często widywana na miejskich trawnikach, w parkach i ogrodach. Stanowi ważny element folkloru Aborygenów – przypisuje się jej rolę zwiastuna złych wieści lub złodzieja tajemnic.

## Nazewnictwo i taksonomia
Jako pierwszy wachlarzówkę smolistą opisał ornitolog John Latham w 1801, umieszczając ją pod nazwą Turdus leucophrys. Epitet gatunkowy pochodzi ze starożytnej greki – od słowa leukos („biały”) i ǒphrys („brew”). Wcześniejsze nazwy naukowe to Muscicapa tricolor, autorstwa Louisa Jean Pierre Vieillota, oraz Rhipidura motacilloides, nadana przez naturalistów Nicholasa Aylwarda Vigorsa i Thomasa Horsfielda w 1827, którzy doprowadzili do utworzenia rodzaju Rhipidura. Nazwa rodzajowa także pochodzi z greki klasycznej – od słów rhipis („wachlarz”) i oura („ogon”).
John Gould i inni publikujący w tamtym czasie nazywali gatunek Black-and-white Fantail, odnotowując również używanie innej angielskiej nazwy – Willie Wagtail, która w angielszczyźnie upowszechniła się po 1916. Drugi człon angielskiej nazwy zwyczajowej pochodzi od zachowania ptaka, natomiast pochodzenie pierwszego nie jest jasne. Nazwy Willy Wagtail używano potocznie także w odniesieniu do podgatunku pliszki siwej (Motacilla alba) występującego na Wyspie Man i w Irlandii Północnej.
Inne używane lokalnie nazwy zwyczajowe to: Shepherd’s Companion (ponieważ często towarzyszy zwierzętom gospodarskim), Frogbird, Morning Bird i Australian Nightingale. Wiele nazw nadanych zwierzęciu przez Aborygenów to onomatopeje, utworzone ze względu na krzykliwe odgłosy, jakie wydają. Djididjidi to nazwa pochodząca z wyżyny Kimberley, kolejna to Djigirridjdjigirridj używana przez Aborygenów mówiących w dialekcie Gunwinggu, żyjących na Ziemi Arnhema. W Australii Centralnej, na południowy zachód od miasta Alice Springs, w dialekcie Pitjantjatjara, funkcjonuje określenie tjintir-tjintir(pa). Pośród ludzi Kamilaroi jest to słowo thirrithirri. Na Wyspie Bougainville’a jest nazywany Tsiropen w języku Banoni, z zachodniego wybrzeża, natomiast w Awaipa, w dystrykcie Kieta jego nazwa to Maneka.
Mimo wspólnej angielskiej nazwy zwyczajowej (Wagtail) wachlarzówka smolista nie jest spokrewniona z eurazjatyckim rodzajem Motacilla zaliczanym do rodziny pliszkowatych. Niektórzy badacze klasyfikują grupę ptaków zawierającą rodzaj Rhipidura jako podrodzinę o nazwie Rhipidurinae wewnątrz rodziny dziwogonów, razem z monarkowatymi, podczas gdy inni uznają ich odrębność za wystarczającą, by wydzielić je do osobnej rodziny Rhipiduridae (wachlarzówkowate). Pierwsze badania molekularne, przeprowadzane pod koniec 80. i na początku 90. lat XX wieku, pokazały, że gatunki z rodziny Rhipiduridae należą do dużej grupy w większości australijskich ptaków zwanej Corvida, do której zalicza się wiele tropikalnych i australijskich wróblowych (jest to radykalny podział taksonimiczny zaproponowany przez Charlesa Sibleya i Jona Edwarda Ahlquista).

### Podgatunki
Wszystkie trzy formy R. leucophrys mają bardzo podobne upierzenie. Wyróżniane są następujące podgatunki:
- R. leucophrys leucophrys, podgatunek nominatywny, to najbardziej rozpowszechniona forma, występuje w Australii. Wśród osobników zaliczanych do tego taksonu występują nieznaczne różnice. Został opisany w sekcji „Morfologia”[12].
- R. leucophrys picata został opisany przez Johna Goulda w 1848[24]. Występuje od północnej części Australii Zachodniej, poprzez północną Australię, po Queensland. Ma krótsze skrzydła. Pomiędzy 18 a 22°S szerokości geograficznej na kontynencie australijskim podgatunek miesza się z R. l. leucophrys[25]. Epitet podgatunkowy pochodzi od łacińskiego słowa pǐcata, oznaczającego „usmarowany smołą”[26].
- R. leucophrys melaleuca został opisany przez francuskich przyrodników Jeana René Constantego Quoya i Josepha Paula Gaimarda w 1830[27]. Występuje we wschodniej Indonezji, w Nowej Gwinei, na Wyspach Salomona oraz na Archipelagu Bismarcka. Jest znacznie większy, ma dłuższą szczecinę i większy dziób[28]. Trzeci człon nazwy podgatunku pochodzi z greki klasycznej – melas znaczy „czarny”, a leukos „jasny, błyszczący, biały”[6].

## Morfologia

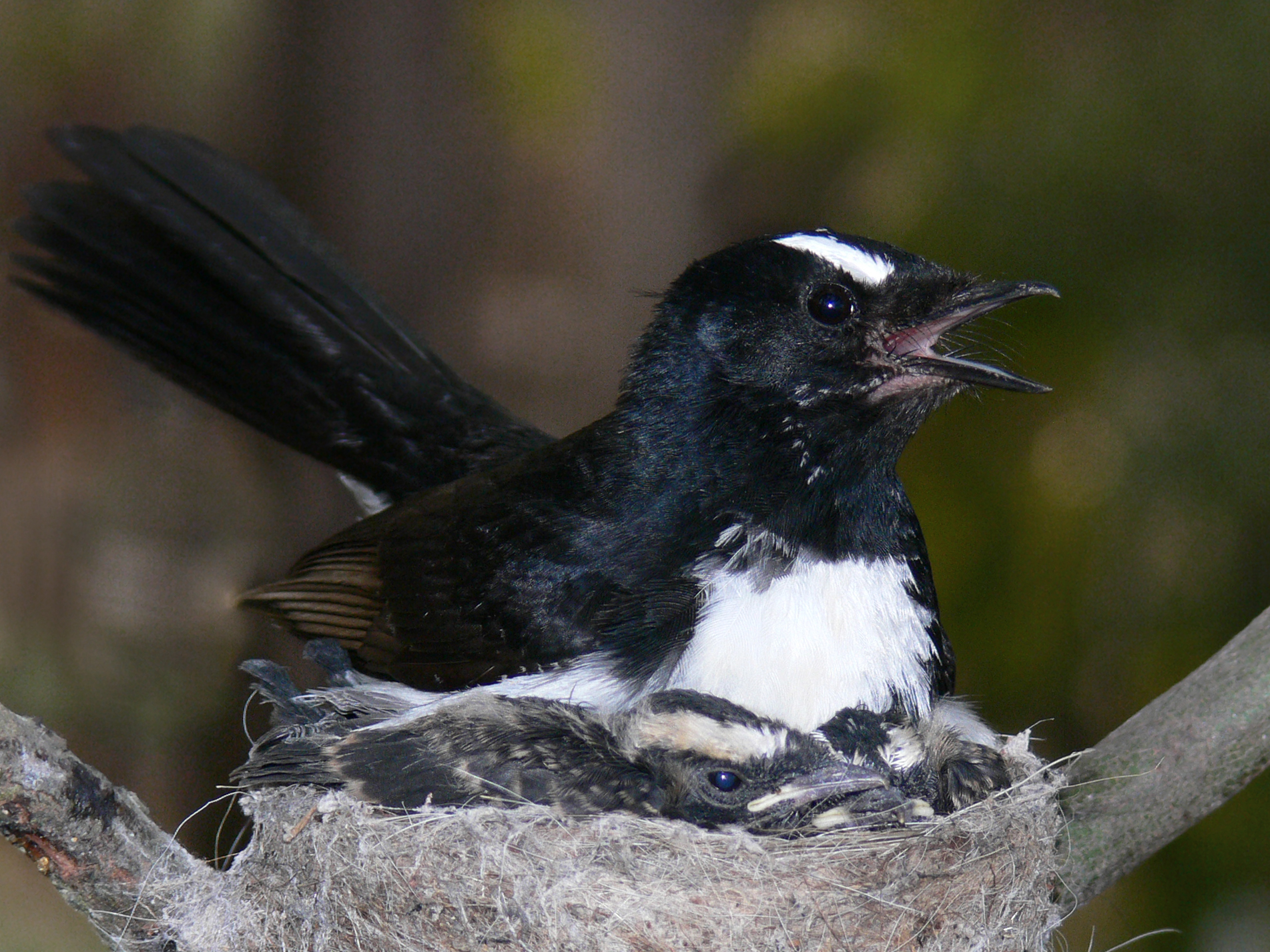
Zbliżenie ukazujące białe brwi ptaków

Dorosła wachlarzówka smolista osiąga od 19 do 21,5 cm długości, masa jej ciała wynosi 17–24 g, ogon mierzy 10–11 cm. Krótki, cienki dziób jest długi na 1,64–1,93 cm, zakończony lekkim, haczykowatym wygięciem. Gatunek ma dłuższe nogi w porównaniu z innymi wachlarzówkami, co może być przystosowaniem do żerowania na ziemi. Zarówno samce, jak i samice cechuje podobne upierzenie: głowa, gardło, strefa powyżej piersi, skrzydła, górne obszary ciała oraz ogon są w całości ubarwione na czarno. Jedynie tzw. brwi, „wąsy” oraz dolne części ciała są białe. Dziób i nogi są czarne, natomiast tęczówki ciemnobrązowe. Niedojrzałe ptaki, w pierwszym roku po zmianie upierzenia, mogą mieć bledsze zakończenia skrzydeł, podczas gdy młode osobniki mają bardziej matowe ubarwienie, ich górne obszary ciała są brązowe, na głowie i piersi widać jasnobrązowe pola w kształcie muszli.

## Występowanie i środowisko
Szeroko rozpowszechniona i pospolita, wachlarzówka smolista jest spotykana w Australii, Nowej Gwinei, na Wyspach Salomona, Archipelagu Bismarcka oraz we wschodniej Indonezji. Prowadzi osiadły tryb życia na większości terytorium Australii, jedynie na niektórych obszarach zaobserwowano sezonowe przemieszczanie się; jesienią i zimą jest gościem w północno-wschodniej części Nowej Południowej Walii oraz południowego Queensland, jak również Gulf Country i części półwyspu Jork na dalekiej północy. Jest gatunkiem zalatującym na Tasmanii i Lord Howe. W 2002 zanotowano jednokrotne pojawienie się na Wyspach Mangere, części archipelagu Wysp Chatham, na wschodzie Nowej Zelandii. Wachlarzówka została wypuszczona na Hawajach około 1922, w celu kontrolowania liczebności owadów, pasożytujących na zwierzętach gospodarskich, ale introdukcja nie powiodła się i ostatni raz ptaka obserwowano w Koko Head w 1937.
Wachlarzówka smolista zadamawia się w różnych siedliskach, ale unika gęsto zalesionych obszarów, takich jak lasy deszczowe. Preferuje półotwarte lasy lub obszary trawiaste z rozproszonymi drzewami, często w pobliżu mokradeł lub zbiorników wodnych. W Nowej Gwinei zamieszkuje sztuczne polany leśne i obszary pokryte trawą, jak również otwarte lasy i namorzyny. Na wyspie Guadalcanal zanotowano występowanie na otwartych przestrzeniach i w gajach kokosowych. Dobrze reaguje na zmiany krajobrazu powodowane działalnością człowieka i może być widywana na polowaniach na otwartych, trawiastych obszarach, takich jak trawniki, ogrody, parki i tereny przeznaczone do uprawiania sportu. Gatunek rozprzestrzenia się po Zachodniej Australii, po regionie Wheatbelt, po tym, jak roślinność pierwotna została przetrzebiona w celach rolniczych.

## Zachowanie

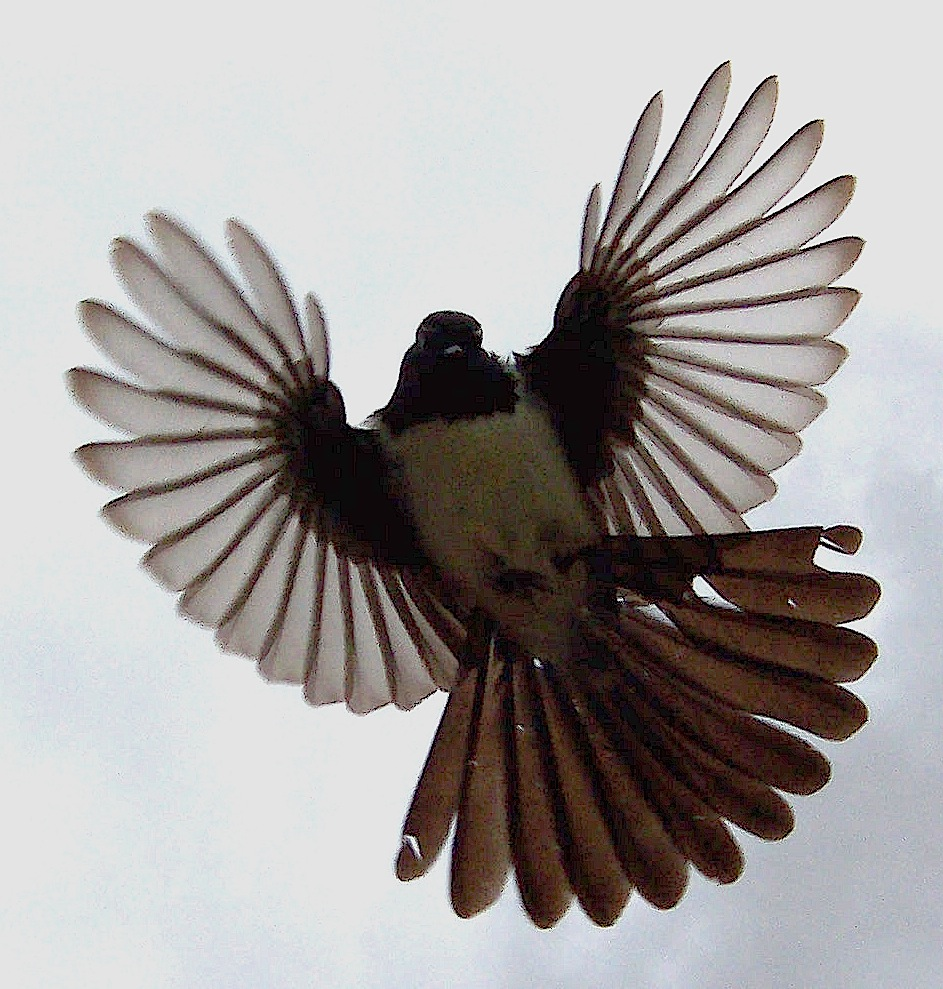
W locie

Za dnia ptak jest prawie zawsze w ruchu i rzadko zatrzymuje się na więcej niż kilka chwil. Nawet kiedy przysiada na gałęzi, porusza ogonem z boku na bok i przekręca się, wypatrując zdobyczy. Ptaki są napotykane pojedynczo lub w parach, chociaż mogą zbierać się w małe stada. W przeciwieństwie do innych wachlarzówek wiele czasu spędzają na ziemi. W locie mocno biją skrzydłami, z przerwami na szybkie zanurkowanie. Charakterystycznie machają ogonem podczas lądowania, po krótkim zanurkowaniu w locie.
Wachlarzówka smolista jest gatunkiem silnie terytorialnym, potrafi nieustraszenie bronić swojego terytorium; dręczy nie tylko małe ptaki, ale także te większe, takie jak dzierzbowron (Gymnorhina tibicen), kruk australijski (Corvus coronoides), kukabura chichotliwa (Dacelo novaeguineae) czy orzeł australijski (Aquila audax). Może nawet atakować psy domowe i koty. Kiedy nęka przeciwnika, unika głowy i podfruwa od tyłu. Zarówno samce, jak i samice mogą angażować się w to zachowanie, zwykle bardziej intensywnie w okresie lęgowym. Rozmiar terytoriów to 1–3 ha. Ptaki ogłaszają objęcie terenu oraz bronią go przed innymi parami poprzez powietrzne przedstawienia. Jeden osobnik pozostaje w spoczynku, natomiast drugi zakreśla pętle i wielokrotnie nurkuje w locie, zanim role się nie odwrócą; oba zwierzęta śpiewają wtedy przez cały czas.
Białe brwi wachlarzówek stają się rozszerzone i lepiej widoczne w agresywnych pokazach powietrznych, natomiast mniej nastroszone i bardziej ukryte przy zwykłych powietrznych ewolucjach.

### Żywienie

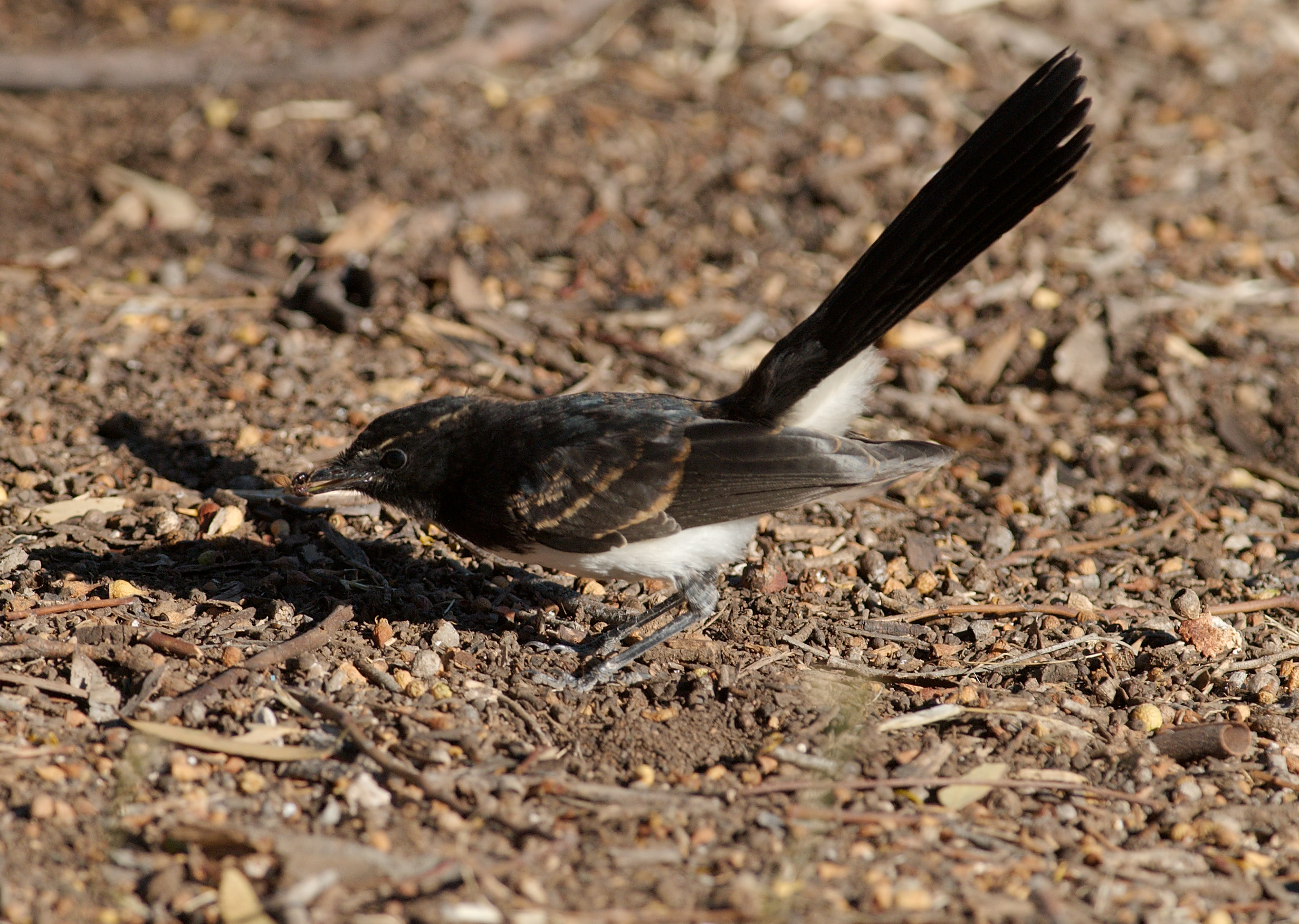
Młody osobnik szukający pożywienia

Wachlarzówka smolista przysiada na niskich gałęziach, ogrodzeniach, słupach, wyszukując owadów i innych małych bezkręgowców w powietrzu, jak i na ziemi. Zwykle poluje na owady latające, takie jak komary, muchy i małe ćmy, ale czasami zbiera je z ziemi. Kiedy ludzie bądź zwierzęta, takie jak bydło, owce lub konie, chodzą po obszarach porośniętych trawą, ptaki te często podążają za nimi, podskakując po ziemi, podlatując od tyłu i chwytając owady, gdy tylko te zostaną wypłoszone z trawy. Podczas żerowania w ten sposób machają poziomo ogonem; dokładny cel takiego postępowania nie jest znany, ale uważa się, że pomaga to wypłoszyć owady ukryte w roślinności, a więc ułatwia ich schwytanie. Wachlarzówka smolista może wyjmować kleszcze ze skóry pasących się zwierząt, takich jak bydło i świnie, jak również lwów śpiących w zoo. Zabija swą ofiarę poprzez uderzenie o twardą powierzchnię lub przytrzymując ją odrywa skrzydła i wydobywa jadalne wnętrze.
Oportunistyczna strategia żerowania prawdopodobnie znacznie ułatwia jej przystosowanie się do życia w terenie zamieszkałym; żywi się różnymi stawonogami, takimi jak: motyle, ćmy, muchówki, chrząszcze, ważki, pluskwiaki, pająki, pareczniki, czy dwuparce. Podczas badań w Madang, na północnym wybrzeżu Papui-Nowej Gwinei, udokumentowano również przypadki zabijania małych jaszczurek, takich jak scynki i gekony. Ich kości ogonowe znajdowano w kale wachlarzówek, choć nie jest do końca jasne, czy ptaki zjadały całe zwierzę, czy tylko jego ogon. Tak czy inaczej, jaszczurki są jedynie bardzo okazjonalną zdobyczą i stanowią 1–3% całkowitej diety. Wyniki badań z Madang sugerują, że wachlarzówki smoliste selektywnie karmią swe młode większą zdobyczą.

### Rozród

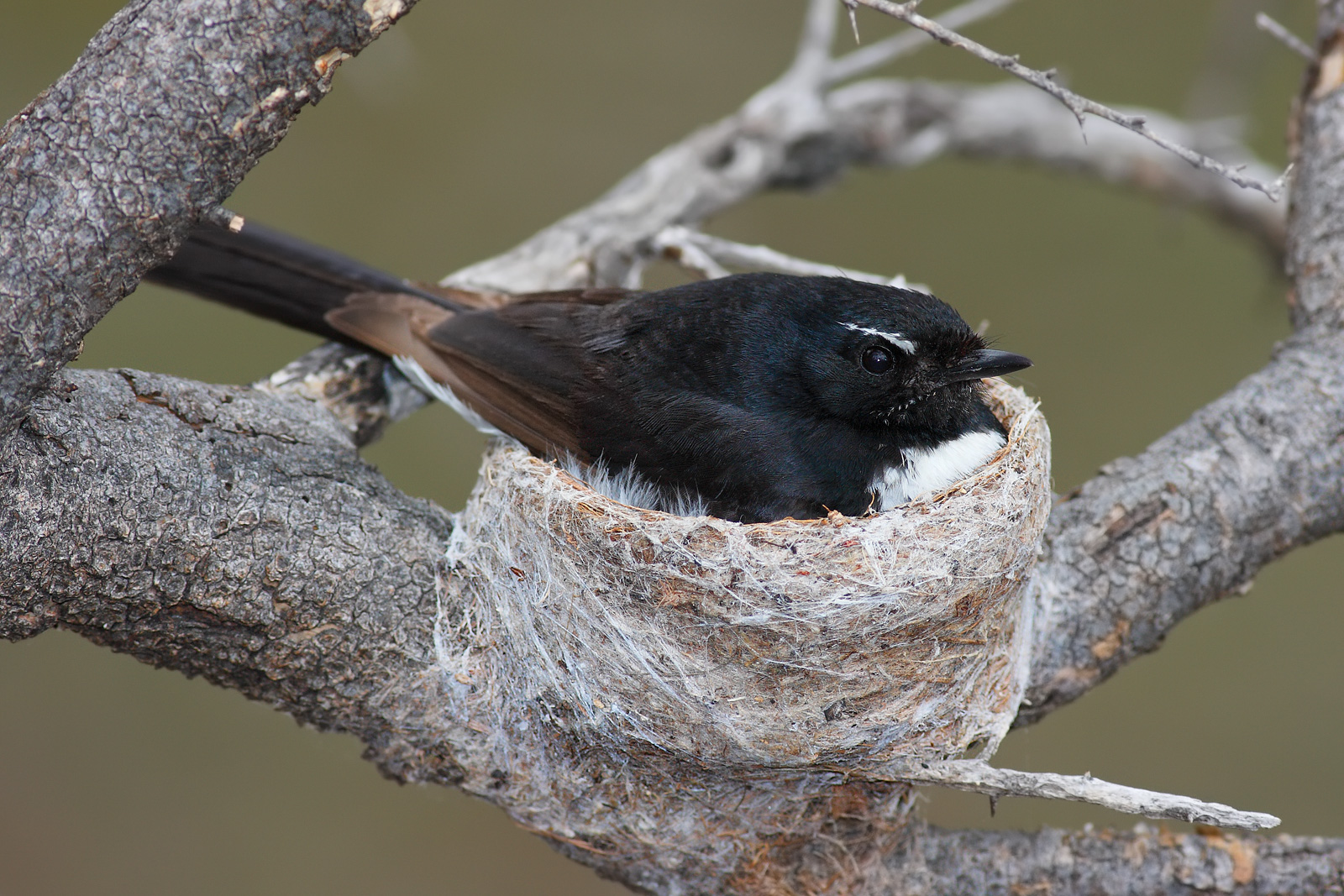
Wachlarzówka smolista wysiadująca jaja

Wachlarzówki smoliste zazwyczaj tworzą pary na całe życie. Okres rozrodczy trwa od lipca do grudnia, częściej następuje po deszczu w regionach bardziej suchych. W tym czasie ptaki mogą wychować do czterech lęgów. Budują gniazdo w kształcie kielicha na odgałęzieniach, z dala od liści czy liściastego okrycia, poniżej 5 m nad powierzchnią gruntu. Krokwie i okap także mogą być wykorzystywane do tego celu. Zaobserwowano, że gniazda są tworzone w sąsiedztwie gralin srokatych (Grallina cyanoleuca) – silnie terytorialnych ptaków. Być może wachlarzówki korzystają z ich agresji w stosunku do drapieżników. Podobnie, nie obawiają się budować w pobliżu siedzib ludzkich.
Gniazdo składa się z łodyg traw, pasów kory i innych włóknistych materiałów, połączonych i splecionych razem z pajęczą nicią. Wykorzystywana może być nawet sierść domowych psów i kotów. Samica składa od dwóch do czterech małych kremowo-białych jaj z brązowawymi oznaczeniami, mierzących 16 × 21 mm i wysiaduje je przez 14 dni. Jak wszystkie wróblowe, pisklęta są gniazdownikami; wykluwają się nieupierzone i bezbronne, z zamkniętymi oczami. Pozostają w gnieździe. Oboje rodzice żywią młode i mogą robić to, dopóki nie rozpocznie się kolejny lęg. Pisklęta pozostają w gnieździe przez pełne 14 dni, zanim się nie opierzą. Zaraz po tym pozostają w ukryciu przez jeden lub dwa dni, następnie odbywają dłuższą, ponaddwudziestometrową podróż. Rodzice przestają karmić upierzone pisklęta pod koniec drugiego tygodnia, gdyż młode ptaki coraz częściej wyszukują żywność samodzielnie. Wkrótce potem dorosłe osobniki odpędzają potomstwo ze swego terytorium.
Czasem w gnieździe wachlarzówek swoje jaja składa kukułka blada (Cacomantis pallidus), jednak gospodarze zwykle rozpoznają i wyrzucają je, dlatego sukces pasożytów lęgowych jest rzadki. Notowano również pasożytnictwo kukułki wachlarzowatej (Cacomantis flabelliformis), płowej (C. variolosus), kukułeczki brązowej (Chrysococcyx basalis) i jarzębatej (C. lucidus).
Pomimo że wachlarzówka smolista jest bardzo dobrze przystosowanym gatunkiem, drapieżcy zjadają wiele jaj i młodych. Około dwóch trzecich jaj jest wysiadywanych z powodzeniem, a jedna trzecia osobników młodych opuszcza gniazdo. Pisklęta mogą być zabite przez srokacza czarnogardłego (Cracticus nigrogularis), srokacza czarnego (Melloria quoyi, dawniej Cracticus quoyi), dziwogona włochatego (Dicrurus bracteatus) czy kurawongę czarną (Strepera graculina), jak również zdziczałe koty (Felis catus) i gatunki szczurów. Bliskość ludzkich siedzib stwarza również zagrożenie niszczenia gniazd.

### Głos
Wachlarzówka to bardzo hałaśliwy ptak, do jej repertuaru zalicza się wiele różnych dźwięków. Najbardziej rozpoznawalny jest szybko wykonywany odgłos chit-chit-chit-chit, wyróżnia się jednak więcej bardziej melodyjnych śpiewów. John Gould opisał głos wachlarzówki jako podobny do dźwięków wydawanych przez dziecięcą grzechotkę lub „małe koła zębate młyna parowego”. Neville Cayley, w swojej książce What Bird is That? (1935) pisze, że ptak ma głos „przyjemny, przypominający dźwięki wydawane przez słodkie, ładne, małe stworzenie, często wydawany w ciągu dnia lub nocy, zwłaszcza w księżycowe noce”.

## Status
IUCN uznaje wachlarzówkę smolistą za gatunek najmniejszej troski (LC, Least Concern) nieprzerwanie od 1988. Liczebność populacji nie została oszacowana, ale ptak ten opisywany jest jako pospolity do bardzo pospolitego. Trend liczebności populacji oceniany jest jako wzrostowy.

## Znaczenie w kulturze
Wachlarzówka smolista odgrywa znaczną rolę w folklorze australijskich Aborygenów. Plemiona zamieszkujące południowo-wschodnie obszary Australii, jak Ngarrindjeri znad dolnej Murray i Narrunga z półwyspu Yorke, traktują ją jak zwiastuna złych wieści. Uważali, że ptak może wykradać ludzkie sekrety podczas przebywania wokół obozu, dlatego kobiety milczały w jego obecności. Podobne wierzenia funkcjonowały pośród ludzi zamieszkujących Kimberley. Czcili oni wachlarzówkę smolistą jako najinteligentniejsze ze zwierząt. Jej pomysłowość ukazana jest również w opowieści ludzi posługujących się językiem Tinputz, gdzie Singsing Tongereng (wachlarzówka smolista) dzięki jeździe na grzbiecie orła wygrywa konkurs polegający na wzniesieniu się jak najwyżej nad Ziemię.